# Ilmenit

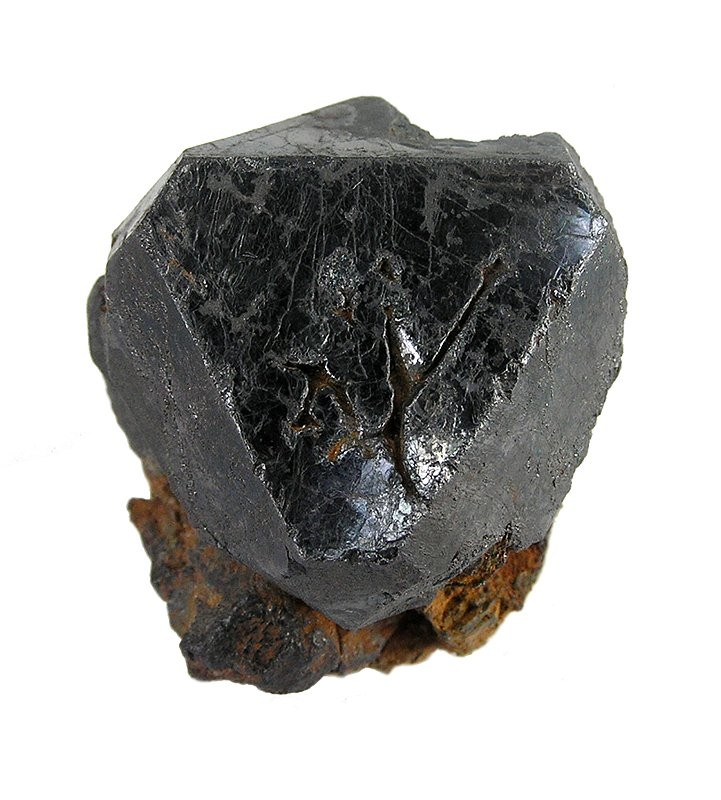
Ilmenit (pochodzenie: Norwegia)

Ilmenit (żelaziak tytanowy) – minerał zaliczany do gromady tlenków. Nazwa minerału pochodzi od Gór Ilmeńskich na Uralu Południowym w Rosji, gdzie występuje.

## Właściwości
Minerał pospolity. Jest izostrukturalny z korundem i hematytem, z którym tworzy roztwór stały. Zawiera domieszki tlenków magnezu, manganu i innych metali, niekiedy promieniotwórczych. Nie rozpuszcza się w kwasach, dopiero po sproszkowaniu rozpuszcza się w stężonym kwasie solnym. Jest odporny na wietrzenie. Ma słabe własności magnetyczne; dopiero po wyprażeniu staje się magnetyczny. Odznacza się żywym pleochroizmem. Tworzy zbliźniaczenia. W wyniku wietrzenia przekształca się w leukoksen.

## Występowanie
Występuje jako składnik magmowych skał zasadowych (gabro, diabaz, bazalt), obojętnych (syenit, diabaryt) i kwaśnych (granit). Występuje również w skałach metamoficznych oraz w skałach osadowych (piaskach i żwirach), w których często tworzy duże koncentracje (tzw. piaski ilmenitowe). Współwystępuje z hematytem, magnetytem, tytanitem, rutylem.
Największe złoża na świecie występują w Australii, Republice Południowej Afryki, USA – Floryda, zaś w Europie – w Norwegii (Arendal, Egersund), Szwecji (Routivare, Taberg), Francji, Włoszech – okolice Novara, Rosji (Góry Ilmeńskie na Uralu, od których pochodzi nazwa minerału) i na Ukrainie.
W Polsce spotykany w suwalskim masywie anortozytowym (złoża Krzemianka, Udryń), w gabrach Nowej Rudy, w pegmatytach Łomnicy i Szklarskiej Poręby, w piaskach złotonośnych koło Złotoryi na Dolnym Śląsku, w piaskach Dunajca i na wybrzeżu bałtyckim w piaskach rzecznych i plażowych.

## Zastosowanie
- W przemyśle chemicznym – do wyrobu bieli tytanowej;
- w hutnictwie – jedna z najważniejszych rud tytanu. Zawiera 52,56% TiO2 i 47,34% FeO;
- kruszywo z rud ilmenitowych pozwala uzyskiwać betony o ciężarach betonów magnetytowych 3,3–4,3 t/m³ stosowanych bo budowy np. obudów bezpieczeństwa w elektrowniach atomowych;
- ma znaczenie kolekcjonerskie;
- służy do wyrobu biżuterii; znaczenie gemmologiczne ma jego odmiana - izeryn. Największe kryształy ok. 13 cm i ważące do 7 kg pochodzą z Norwegii.